# 鈴木崇大
鈴木崇大（1976年4月3日—），暱稱小崇（タカ），日本男性搞笑藝人、主持人。出身於北海道札幌市。搞笑組合小崇小敏成員，擔當裝傻的工作，搭檔是三浦敏和。所屬經紀公司是吉本興業。
身形肥胖，身高175厘米，體重約100公斤。小時候就是個胖子，20來歲時一度減肥成功，但上東京發展後沒多久身材就反彈。喜歡穿印有獅子圖案的衣服，通稱「小崇和獅子」。
在組合中以天然、呆、誇張反應著稱，常說出不合常理的話讓三浦敏和強烈吐槽。2011年之後還增長了重複說「是我是我是我！」的暴走形象。
妻子是前娛樂記者鈴木奈津子，在2012年7月22日的「FNS27小時電視」直播中，經過母親的一番勸告，小崇當著全國觀眾打電話給女友求婚成功，兩人於同年8月11日正式註冊。